# Friedrich Wilhelm Foerster
Friedrich Wilhelm Foerster, född 2 juni 1869 i Berlin, död 9 januari 1966 i Kilchberg nära Zürich, var en tysk filosof, pedagog och pacifist.

## Biografi
Friedrich Wilhelm Foerster var son till astronomen Wilhelm Foerster. Friedrich Wilhelm Foerster studerade filosofi, nationalekonomi och fysiologi i Freiburg och Berlin. År 1901 blev Foerster privatdocent i pedagogik i Zürich, 1913 professor i Wien, därefter 1914 i München. Han blev efter 1917 fri författare sedan han av politiska skäl avgått från sin professur. Under tyska revolutionen 1918–1919 var han en tid bayerskt sändebud i Schweiz.
Foersters erfarenheter i pedagogik och psykologi ledde honom från ett liberalt läger till en positivt kristlig ståndpunkt med varm vördnad för den katolska kyrkans kulturgärning. Han gick emellertid inte över till katolicismen. Hans ambition var att binda samman traditionalism och modernism till en högre syntes. Vid första världskrigets utbrott 1914 vändes Foersters intresse mot politiken. Han intog då en pacifistisk ståndpunkt.
Från 1930 utgav han Die Zeit, en tidskrift för "principiell orientering" samt av huvudsakligen politiskt innehåll. Efter Hitlers maktövertagande fördömdes Foersters publikationer 1933. Alla verk av honom brändes under bokbålen runt om i Nazityskland samma år. År 1940 flydde han via Portugal till USA och bodde fram till 1963 i New York. Därefter flyttade han till ett sanatorium i Schweiz.